# Danny Webber
Daniel Vaughn Webber (født 28. december 1981 i Manchester, England) er en engelsk tidligere fodboldspiller, angriber. Han spillede gennem karrieren for blandt andet Sheffield United, Portsmouth og Watford.